# Cassine peragua
Cassine peragua là một loài thực vật có hoa trong họ Dây gối. Loài này được L. mô tả khoa học đầu tiên năm 1753.

## Hình ảnh

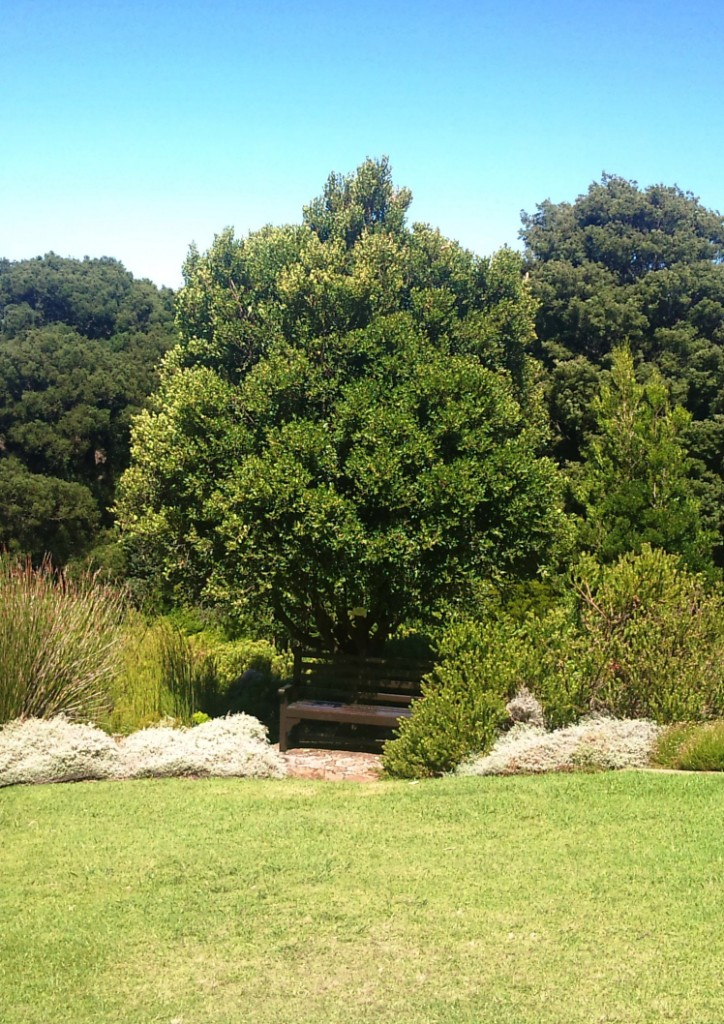
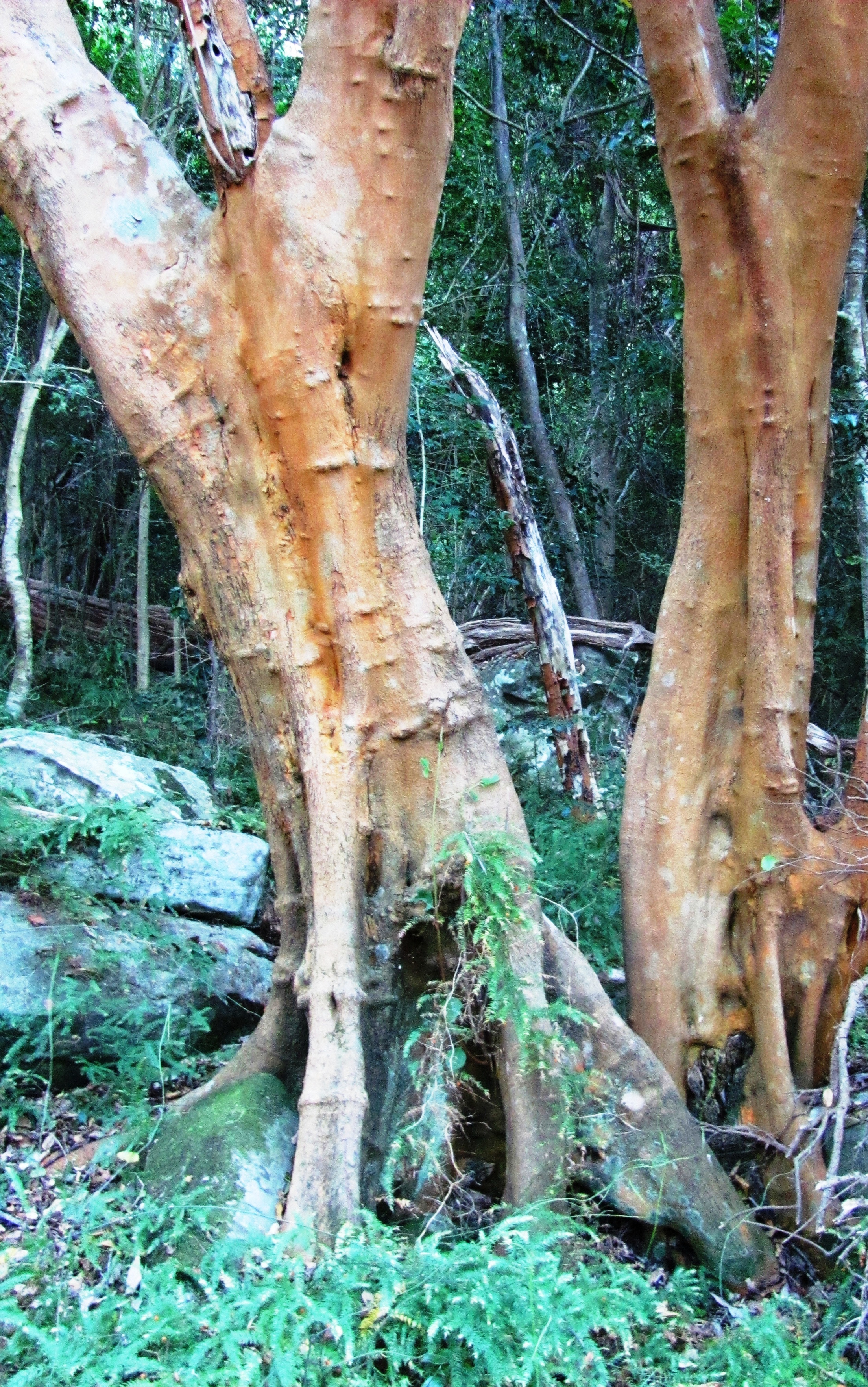
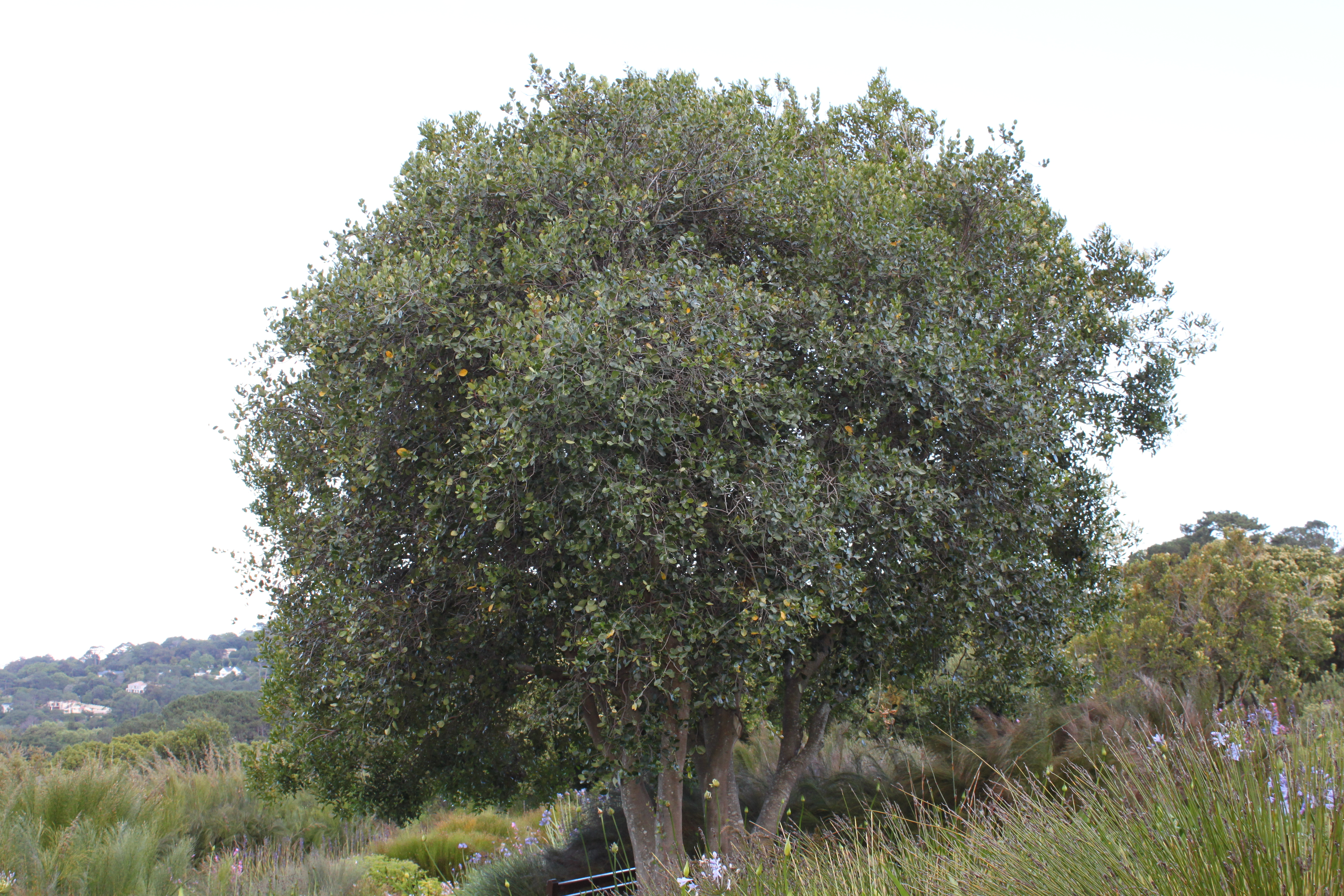
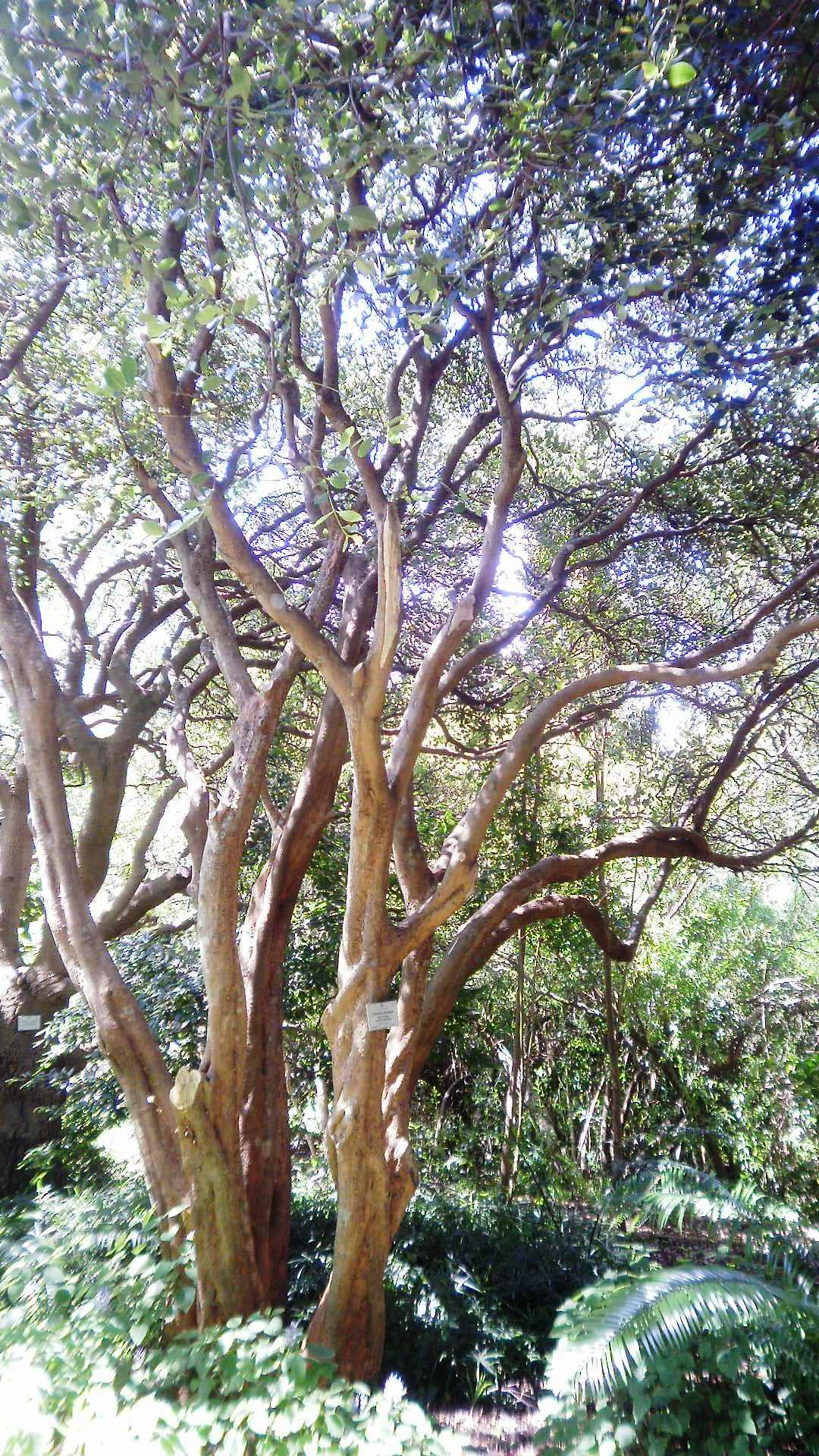